# Џапан ерлајнс
Џапан ерлајнс корпорејшон или ЈАЛ (јап. 株式会社日本航空 - Нихон Коку) је национална авио-компанија Јапана и највећа авио-компанија у Азији. Компанија је подељена на два дела, један за међународне летове и други за саобраћај у Јапану. Од октобра 2006. функционишу под једним именом Џапан ерлајнс интернашонал.